# Eugenia Foligatti
Eugenia Foligatti (Massa Lombarda, 23 novembre 1941) è una cantante italiana; ha conquistato il secondo posto al Festival di Sanremo 1963.

## Biografia
Figlia di Arturo Foligatti, operaio terrazziere con nove figli (otto femmine e un maschio), a 16 anni partecipa per la prima volta al Festival di Castrocaro, nel 1958, e si classifica sesta. L'anno seguente ritorna e si classifica seconda. La vittoria arriva nel 1962 con il brano Cercami (1961, E. Polito - Simoni), portato al successo l'anno precedente da Ornella Vanoni. La Foligatti vince in coppia con Gianni La Commare.
Accede così di diritto al Festival di Sanremo 1963. Partecipa con due brani: Perdonarsi in due (parole e musica di Giovanni D'Anzi e Pinchi, arrangiamento di L. Luttazzi) e Amor, mon amour, my love (Walter Malgoni, Bruno Pallesi e Pinchi), cantata in abbinamento con Claudio Villa. Il primo brano arriva in finale, il secondo si classifica al secondo posto.
La successiva uscita su 45 giri (etichetta Ri-Fi) incontra un buon successo. La sua popolarità è accresciuta dal brano Sei il solo (1964), versione italiana di Oh, Pretty Woman di Roy Orbison, con il testo scritto da Vito Pallavicini. Nel retro è incisa Loro, versione italiana di Little miss lonely di John Schroeden, tradotta da Danpa.
Sia nel 1964 che nel 1965 la Ri-Fi non le garantisce la presenza a Sanremo. Nel 1967 la cantante decide di non rinnovare il contratto con la casa discografica. Non incide nuovi brani per tre anni.
Nel 1970 incide un singolo con la Phonola. L'anno successivo firma un contratto con la Emiliana Records, una casa discografica bolognese. Nel 1972 rientra nel mondo dello spettacolo: è la cantante di punta in un'orchestra di liscio romagnolo. Proseguono le incisioni con la "Emiliana Records", tra cui un album
A fine anni novanta è ospite del popolare programma televisivo Ci vediamo in TV, condotto da Paolo Limiti. La Foligatti ritorna negli studi Rai invitata dallo stesso Limiti nella sua nuova trasmissione Alle due su Rai Uno.
Nel 2006 è uscita per l'etichetta "Believe" una compilation in cui compaiono tre sue canzoni.
Eugenia Foligatti è sposata ed ha sei figli.

## Discografia

### Album
- 1972 – Eugenia Foligatti (etichetta  Emiliana Records). Il disco contiene versioni di brani famosi, come Una storia di mezzanotte (Mogol-Nicola Di Bari), Vedrai vedrai (L. Tenco), La domenica andando alla messa, Che sarà (J. Fontana e Pes) e un inedito: Telefonata nel cuore della notte

### Singoli
- 1963 – Amor, mon amour, my love/Quattro chitarre (Ri-Fi, RFN NP 16014)
- 1963 – Perdonarsi in due/Dopo averti amato (Ri-Fi, RFN NP 16015)
- 1963 – Quell'angolo del bar/…E piango (Ri-Fi, RFN NP 16026)
- 1963 – Un giorno tu/Amore (Ri-Fi, RFN NP 16034)
- 1964 – Sei il solo /Loro (Ri-Fi, RFN NP 16072)
- 1966 – La carta vincente/In un fiore (sull'altro lato: Memo Remigi)
- 1970 – L'emigrante/Venezia (Phonola)
- 1971 – Mamma/Una canzone al vento (Emiliana Records)
- 1971 – Amore e libertà/Io ti chiedo perdono (Emiliana Records)
- 1972 – L'uomo del fiume/Due mani (Emiliana Records)
- 1989 – L'amore viene l'amore va/Malinconica sera (Gabbiano)

### EP
- 1963 – Amour mon amour my love/Perdonarsi in due/Giovane giovane/Perché perché (Belter, 50662; con due canzoni cantate da Cocky Mazzetti; pubblicato in Spagna)

### Collaborazioni
- 1965 – Supercalifragilistic-espiralidoso/Stiamo svegli[3] di Augusto Martelli (Ri-Fi, RFN NP 16116). Il singolo viene però battuto sul tempo dalla performance di Rita Pavone, il cui successo oscura la versione della Foligatti

### Brani inseriti in compilation
- 1965 – Vieni con noi (nella compilation di Sanremo della Ri-Fi)
- 1966 – Nessuno di voi (nella compilation di Sanremo della Ri-Fi)
- 2000 – L'ultimo valzer, Dammi una rosa, Triste domenica (nella compilation Canzone amore mio, che accompagna la trasmissione tv di Paolo Limiti)
- 2006 – Mi cercherai, Mi basta un sorriso, Viale delle mimose (nella compilation Ribalta musicale, etichetta "Believe")